# Rollenmaß

Rollenmaß Innenverzahnung, gerade Zähnezahl

Rollenmaß Innenverzahnung, ungerade Zähnezahl

Rollenmaß Außenverzahnung

Das Rollenmaß {\displaystyle M} ist eine Bestimmungsgröße für die Zahndicke bei Stirnverzahnungen und wird bei der Konstruktion, Herstellung und Prüfung von Stirnrädern und Passverzahnungen (auch „Steckverzahnungen“ oder „Zahnwellenverzahnungen“) verwendet.
Man misst das Rollenmaß bei Innenverzahnungen zwischen und bei Außenverzahnungen über zwei Messrollen mit Durchmesser {\displaystyle dR}, die in gegenüberliegenden Zahnlücken liegen. Man kann auch Einrollen- oder Dreirollenmaße bestimmen, dies ist aber in der Praxis nicht üblich.
Nach neueren Normen, z. B. DIN 5480 von 2006, spricht man vom „Maß über Messkreise“. In DIN 3977 sind die Durchmesser der dort so genannten „Messstücke“ genormt. Daneben spricht man auch vom Kugelmaß, wenn als Messstücke Kugeln anstelle von Rollen verwendet werden.

## Anwendung
Bei Stirnverzahnungen ist die Einhaltung der vom Konstrukteur vorgegebenen Zahndicke für die Funktion der Verzahnung entscheidend. Die Zahndicke kann man jedoch nicht direkt messen, weshalb in der Fertigung und Qualitätssicherung zur Kontrolle der Zahndicke entweder die Zahnweite oder das Rollenmaß gemessen werden.
Die Zahnweitenmessung mit Bügelmessschrauben („Tellermikrometern“) ist leichter zu handhaben als die Rollenmessung und wird in der Praxis meist vorgezogen.
Es gibt jedoch Fälle, in denen die Zahnweitenmessung entweder nicht möglich oder nur ungenau möglich ist. Hier wird meist die Messung des Rollenmaßes vorgenommen.
- bei sehr schmalen, schrägverzahnten Stirnrädern (Zahnweitenmessung oft nicht möglich)
- bei Innenverzahnungen (Zahnweitenmessung ungenau)
- bei Passverzahnungen (Zahnweitenmessung oft nicht möglich, ungenau)

Die Messung des Rollenmaßes ist empfindlicher als die Zahnweitenmessung, da eine Änderung der Zahndicke in die Zahnweite etwa 1:1 eingeht, die Änderung des Rollenmaßes beträgt aber etwa das Dreifache der Zahndickenänderung.
Der Messstückdurchmesser wird passend zur Verzahnung so berechnet, dass das Messstück (nur) in den Zahnflanken anliegt. In den Normen für die Passverzahnungen sind die zu verwendenden Messstückdurchmesser in der Regel tabelliert. Es gibt bei den Passverzahnungen Fälle, in denen das Messstück im Zahngrund aufliegen würde und damit nicht in den Zahnflanken anliegt. In solchen Fällen werden Messstücke verwendet, die abgeflacht sind. Das bedeutet an dem Messstück wird eine Fläche angeschliffen.

### Unterschied zum Kugelmaß
Das Rollenmaß und das Kugelmaß sind bei Geradverzahnungen theoretisch gleich.
Bei der Messung mit Rollen legen sich die Messstücke über die hohen Stellen der zu prüfenden Zahnflanken, während Messkugeln aufgrund der punktförmigen Berührung auch tiefere Stellen erfassen. Daher ist das Rollenmaß tendenziell bei Innenverzahnungen kleiner als das Kugelmaß und bei Außenverzahnungen größer als das Kugelmaß.
Messkugeln sind aufgrund der punktförmigen Berührung empfindlicher gegen Verschleiß und müssen daher häufiger überprüft und ersetzt werden.
Messrollen liegen auf zwei relativ langen Linien an den Zahnflanken an (Linienberührung). Sie sind daher weniger empfindlich gegen Verschleiß.
Bei Außen-Schrägverzahnungen können Messrollen nur bei gerader Zähnezahl verwendet werden. Ist die Zähnezahl ungerade, kann man nur das Einrollenmaß von der Verzahnungsmitte zur Messrolle messen oder man muss ein Messgerät verwenden, das genügend breite (tellerförmige) Messflächen besitzt. Die breiten Messflächen zwingen die Messrollen genau in die gegenüberliegende Lage.
Bei Innenschrägverzahnungen können Messrollen nicht verwendet werden.

## Messmittel

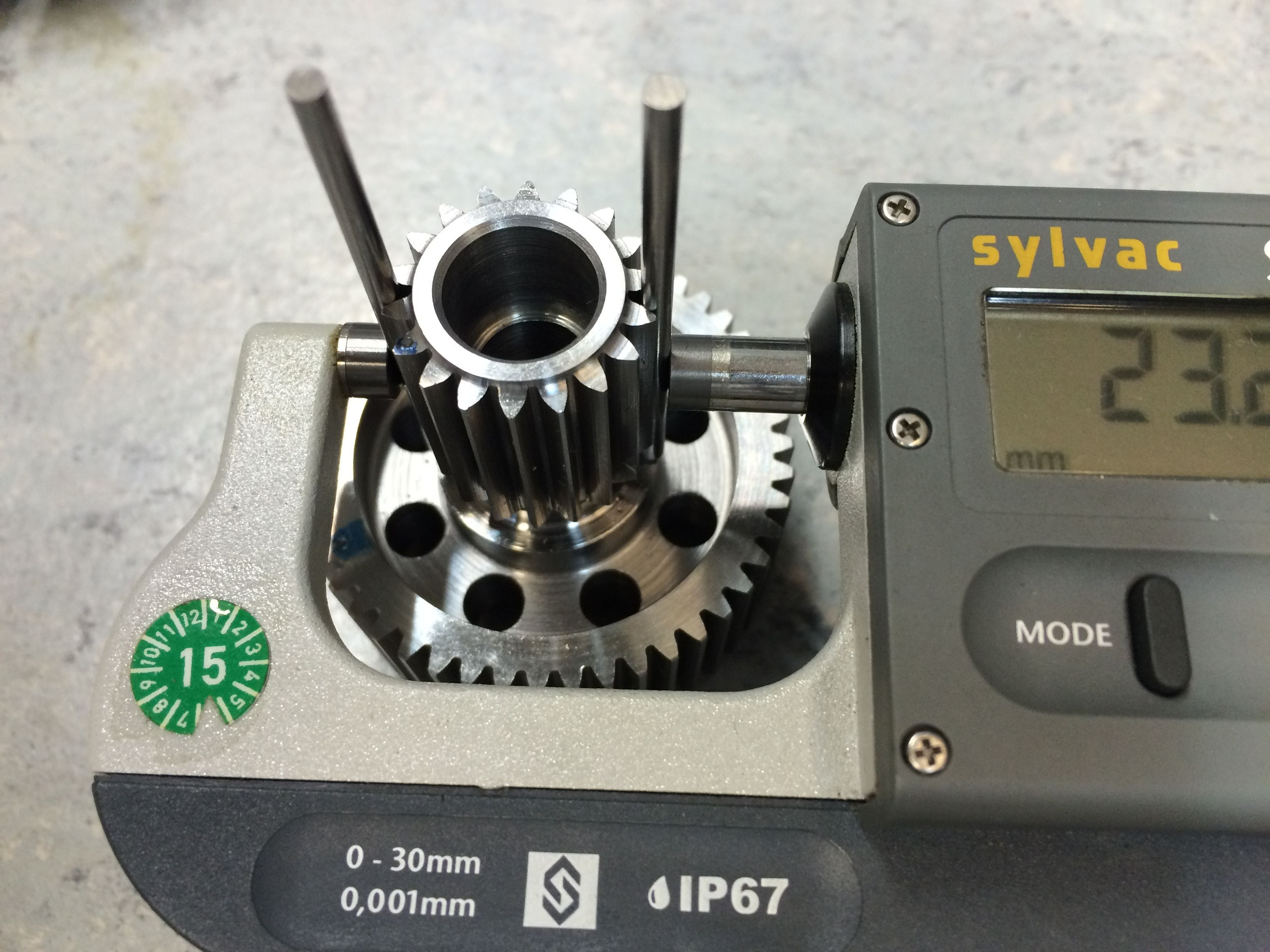
Messung des Rollenmaßes Außenverzahnung

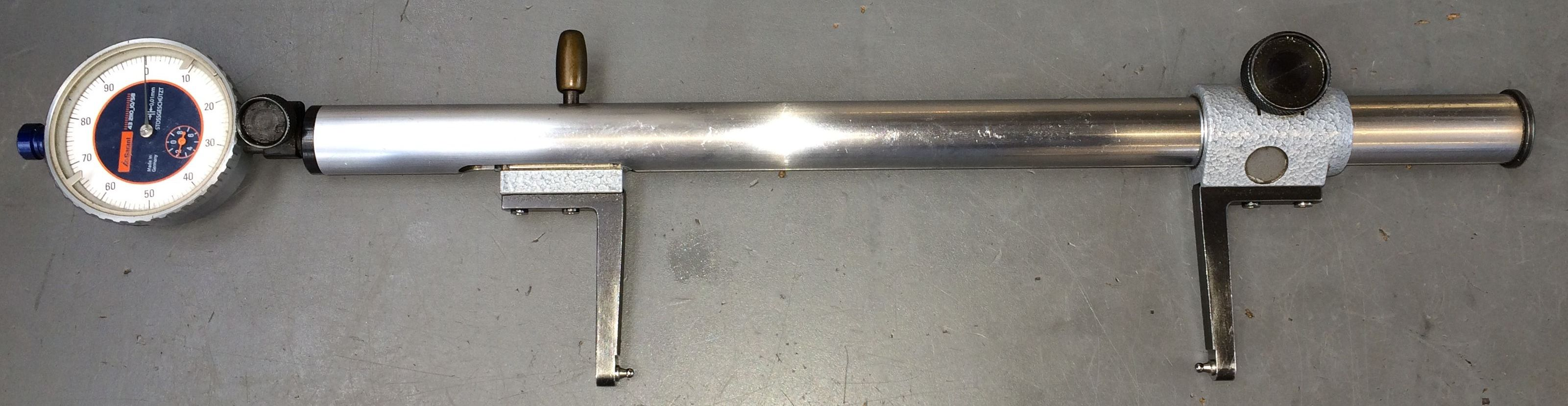
Messgerät zum Messen des Kugelmaßes (konfiguriert für Außenmessung)

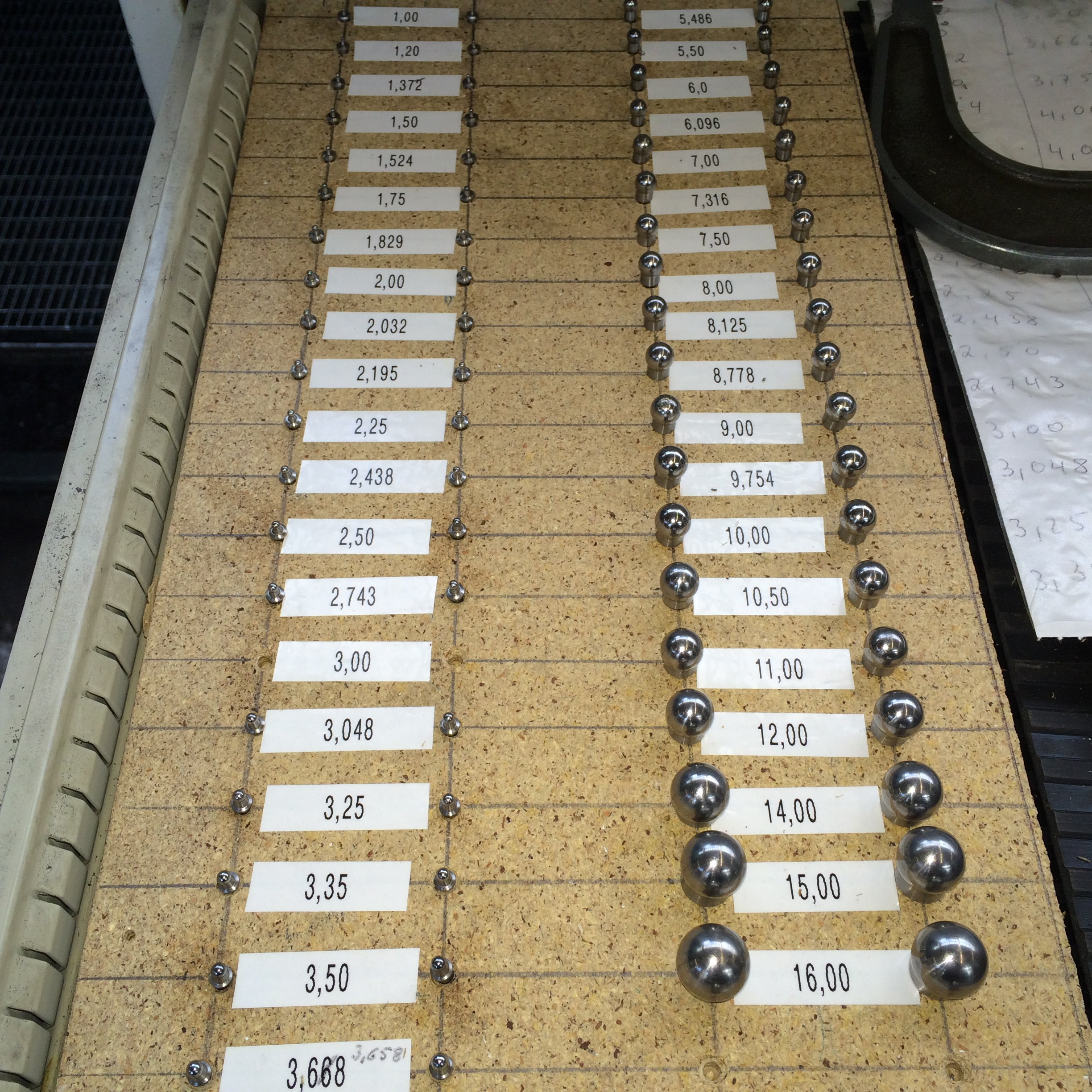
Sortiment Meßkugeln für das Meßgerät

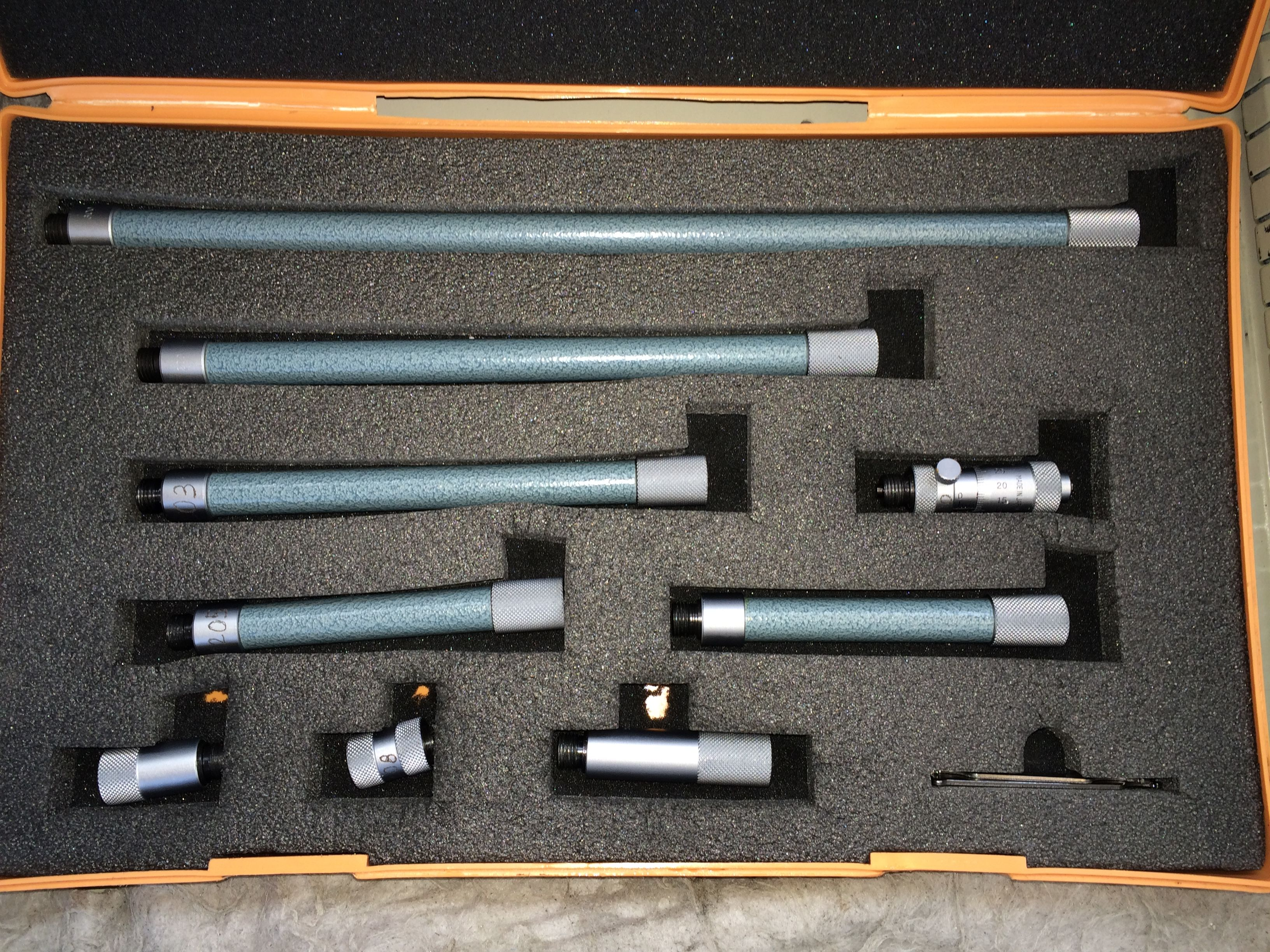
Innenmikrometerschraube, Satz mit Verlängerungen

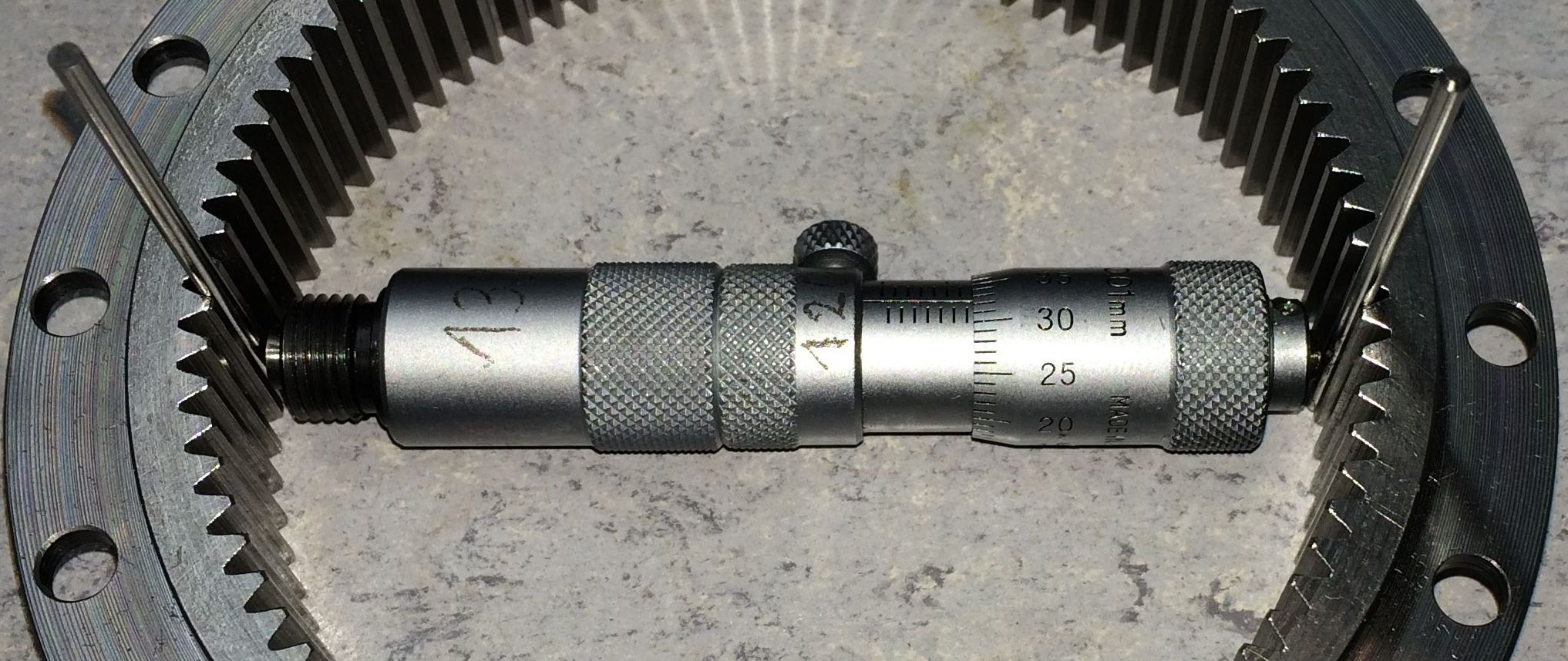
Rollenmessung an einer Innenverzahnung

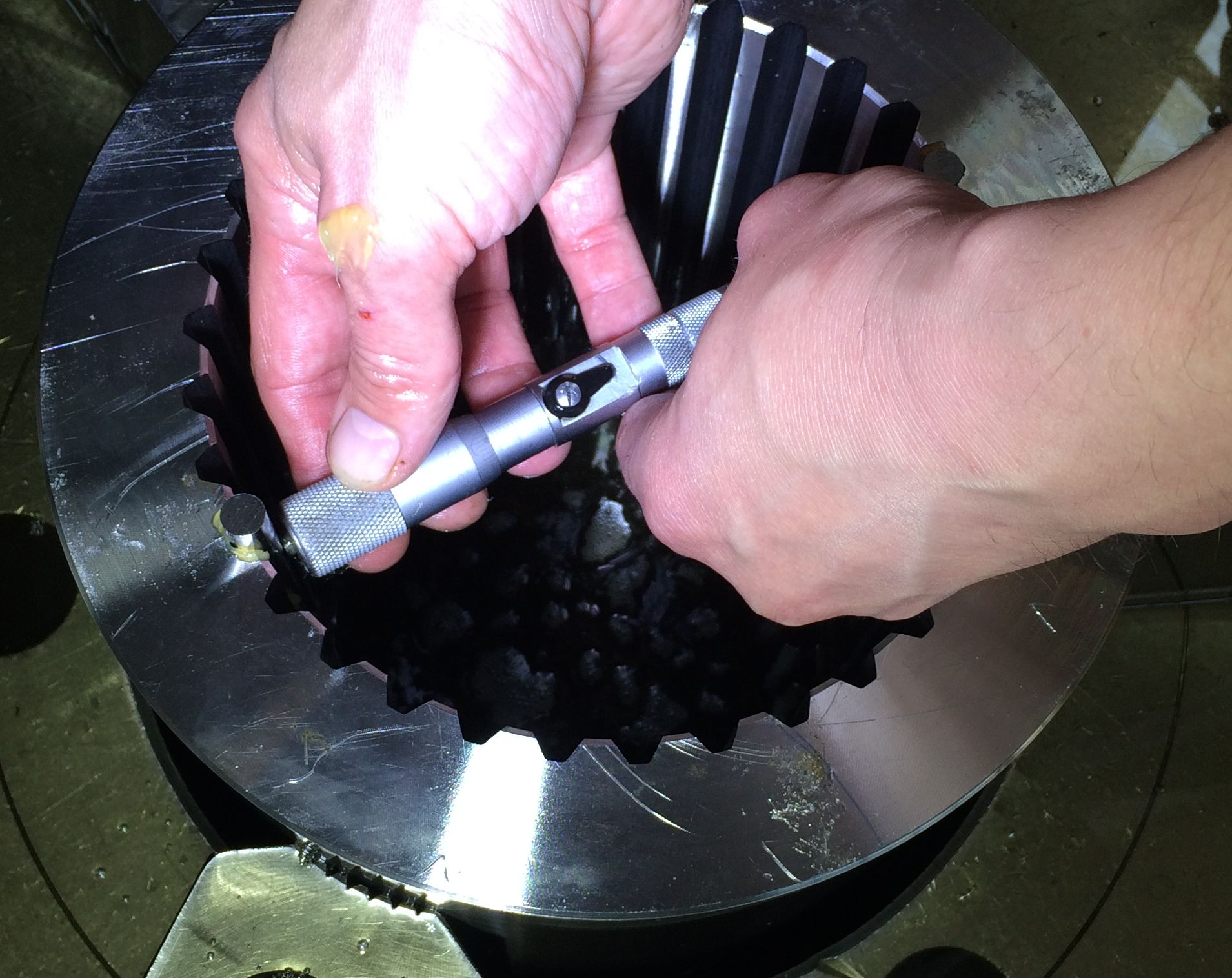
Messung des Rollenmaßes auf einer Wälzstoßmaschine

Zur Messung des Rollenmaßes zwischen zwei Rollen (Innenverzahnung) werden eingesetzt:
- Innenmikrometerstab
- Endmaß
- Zweipunkt-Innenmessgeräte („Subito“)
- spezielle, federbelastete Messgeräte mit eingesteckten Messkugeln
- Messschieber (nur hilfsweise anwendbar, da zu ungenau!)

Zur Messung des Rollenmaßes über zwei Rollen (Außenverzahnung) werden eingesetzt:
- übliche Bügelmeßschrauben
- spezielle, federbelastete Messgeräte mit eingesteckten Messkugeln

## Berechnung
Die Berechnung des Rollenmaßes ist nur über eine Iteration möglich. Das bedeutet, man muss dabei mehrere Male denselben Rechengang durchführen, um einen Näherungswert zu berechnen. Denn zur Berechnung des Rollenmaßes muss der Winkel aus der Involut-Funktion zurück gerechnet werden.
Man kann den Winkel zum gegebenen Involut-Wert auch über Näherungsfunktionen oder über Tabellen bestimmen.
Daraus folgt, dass man das Rollenmaß nicht einfach mit einem Taschenrechner berechnen kann. Am einfachsten berechnet man das Rollenmaß mit einer Tabellenkalkulation oder mit einem kurzen Computer-Programm.

### Berechnung des zu verwendenden Messkreisdurchmessers („Rollendurchmesser“)
- Normalmodul {\displaystyle m}
- Profilverschiebungsfaktor {\displaystyle x}
- Eingriffswinkel {\displaystyle \alpha }

{\displaystyle d_{R}\approx \left(m\cdot {\frac {\pi }{2}}-2xm\cdot \tan \alpha \right)\cdot {\frac {1}{\cos \alpha }}}
Berechneten Wert aufrunden. Diese Formel gilt nur für kleine Profilverschiebungen.

### Berechnung des Maßes über/zwischen zwei Rollen
| {\displaystyle M=d_{K}+d_{R}}                               | bei gerader Zähnezahl, mit {\displaystyle d_{K}} Durchmesser des Rollen-Mittelpunktkreises |
| {\displaystyle M=d_{K}\cdot \cos {\dfrac {\pi }{2z}}+d_{R}} | bei ungerader Zähnezahl                                                                    |

{\displaystyle d_{K}={\frac {d_{b}}{\cos {\alpha _{Kt}}}}}
mit
- {\displaystyle d_{K}} Durchmesser des Rollen-Mittelpunktkreises
- {\displaystyle d_{b}=m_{t}*z*\cos \alpha _{t}} Grundkreisdurchmesser der Evolvente
- {\displaystyle \alpha _{Kt}} zu {\displaystyle d_{K}} gehöriger Profilwinkel
- {\displaystyle m_{t}=m/\cos \beta } mit {\displaystyle \beta } Schrägungswinkel am Teilkreis

{\displaystyle s_{t}={\frac {m_{t}\pi }{2}}+2xm\tan \alpha _{t}}, {\displaystyle s} Zahndicke am Teilkreis
Aus
{\displaystyle \operatorname {inv} {\alpha _{Kt}}={\frac {s_{t}}{d}}+\operatorname {inv} \alpha _{t}+{\frac {d_{R}}{mz\cos \alpha }}-{\frac {\pi }{z}}}
bestimmt man durch Iteration oder Tabellen den Winkel {\displaystyle \alpha _{Kt}}, da sich die Involut-Funktion nicht zurück rechnen lässt.

### Berechnungsbeispiel
Geradverzahnung
- Modul {\displaystyle m=3{,}0\,{\text{mm}}}
- Zähnezahl z = −43 (negativ, da Innenverzahnung)
- Eingriffswinkel α = 20°
- Profilverschiebungsfaktor x = +0,3 (ohne Einheit, positive Profilverschiebung bei Innenverzahnung geht nach innen)

{\displaystyle d_{R}\approx (3{,}0\cdot {\dfrac {\pi }{2}}-2\cdot 0{,}3\cdot 3{,}0\cdot \tan 20^{\circ })\cdot {\dfrac {1}{\cos 20^{\circ }}}\,{\text{mm}}}
{\displaystyle d_{R}\approx 4{,}32\,{\text{mm}}}
Gewählter Rollendurchmesser:
{\displaystyle d_{R}=4{,}5\,{\text{mm}}}
Zahndicke am Teilkreis:
{\displaystyle s={\frac {3{,}0\cdot \pi }{2}}+2\cdot 0{,}3\cdot 3{,}0\cdot \tan 20^{\circ }\,{\text{mm}}=5{,}367535\,{\text{mm}}}
{\displaystyle \operatorname {inv} {\alpha _{K}}={\frac {5{,}367535}{3{,}0\cdot -43}}+\operatorname {inv} {20^{\circ }}+{\frac {4{,}5}{3{,}0\cdot -43\cdot \cos 20^{\circ }}}-{\frac {\pi }{-43}}\,{\text{mm}},\quad {\text{mit}}\quad \operatorname {inv} {20^{\circ }}=\tan {20^{\circ }}-{\frac {20^{\circ }\cdot \pi }{180^{\circ }}}=0{,}0149043839}
{\displaystyle \operatorname {inv} {\alpha _{K}}=0{,}00923340}
Aus Iteration (z. B. mit Hilfe der Zielwertsuche in einer Tabellenkalkulation wie LibreOffice Calc):
{\displaystyle \alpha _{K}=17{,}126912^{\circ }}
Damit:
{\displaystyle d_{K}={\frac {3{,}0\cdot -43\cdot \cos 20^{\circ }}{\cos {17{,}126912^{\circ }}}}\,{\text{mm}}=-126{,}8453\,{\text{mm}}}
Schließlich:
{\displaystyle M=-126{,}8453+4{,}5\,{\text{mm}}=-122{,}2607\,{\text{mm}}} (negativ, da Innenverzahnung)